# Torrent Forcat (Berguedà)
El Torrent Forcat és un afluent per la dreta del Riu de Torrentsenta que transcorre íntegrament pel terme municipal de Gòsol, al Berguedà i que es forma amb la confluència del Torrent del Prat dels Llitzes amb el Torrent de les Abeurades
S'escola pel vessant nord del Cap d'Urdet i els últims 400 m. del seu curs (just després de travessar la carretera que mena al Coll de Gósol) han estat canalitzats. Un centenar de metres més amunt ha travessat un espectacular congost conegut amb el nom del Forat de Torrentsenta.

## Xarxa hidrogràfica
La xarxa hidrogràfica del Torrent Forcat, que també transcorre íntegrament pel terme de Gósol, està constituïda per catorze cursos fluvials que sumen una longitud total de 12.706 metres.

### Afluents destacables
- El Torrent del Prat dels Llitzes
- El Torrent de les Abeurades
- El Torrent de la Font del Gall
- El Torrent de l'Aigua
- El Torrent Fosc
- El Barranc dels Obaguets
- El Barranc de la Jaça